# Lanceoloidea
Lanceoloidea (лат.) — надсемейство ракообразных из отряда бокоплавов.

## Описание
Жгутик антенны 2 взрослого самца не сильно удлинен. Максилла 1 с базальным конечным эндитом покрытым волосками. Переониты раздельные. Кокса переопода 4 ноги почти равна или меньше коксы 3. Голова крупная, длиннее пеперонита 1.

## Классификация
Включает 7 семейств и 10 родов. Близко к надсемейству Scinoidea, вместе с которым входит в состав инфраотряда Physosomata.
- Инфраотряд Physosomata Pirlot, 1929
  - Парвотряд Physosomatidira Pirlot, 1929
    - Надсемейство Lanceoloidea Bovallius, 1887
      - Семейство Chuneolidae Woltereck, 1909
        - Род Chuneola  Woltereck, 1909

      - Семейство Lanceolidae Bovallius, 1887
        - Род Lanceola  Say, 1818
        - Род Scypholanceola  Woltereck, 1905

      - Семейство Megalanceolidae Zeidler, 2009
        - Род Megalanceola  Pirlot, 1935
        - Род Megalanceoloides  Zeidler, 2009

      - Семейство Metalanceolidae Zeidler, 2009
        - Род Metalanceola  Pirlot, 1931

      - Семейство Microphasmidae Stephensen & Pirlot, 1931 (= Microphasmatidae)
        - Род Microphasma  Woltereck, 1909
        - Род Microphasmoides  M. Vinogradov, 1960

      - Семейство Mimonecteolidae Zeidler, 2009
        - Род Mimonecteola  Woltereck, 1909

      - Семейство Prolanceolidae Zeidler, 2009
        - Род Prolanceola  Woltereck, 1907